# Paljuvi
Paljuvi (en serbe cyrillique : Паљуви) est un village de Serbie situé dans la municipalité d’Ub, district de Kolubara. Au recensement de 2011, il comptait 687 habitants.

## Démographie

### Évolution historique de la population
| 1948  | 1953  | 1961  | 1971  | 1981  | 1991 | 2002 | 2011 |
| ----- | ----- | ----- | ----- | ----- | ---- | ---- | ---- |
| 1 267 | 1 351 | 1 280 | 1 150 | 1 056 | 868  | 769  | 687  |

|  |